# Lactarium

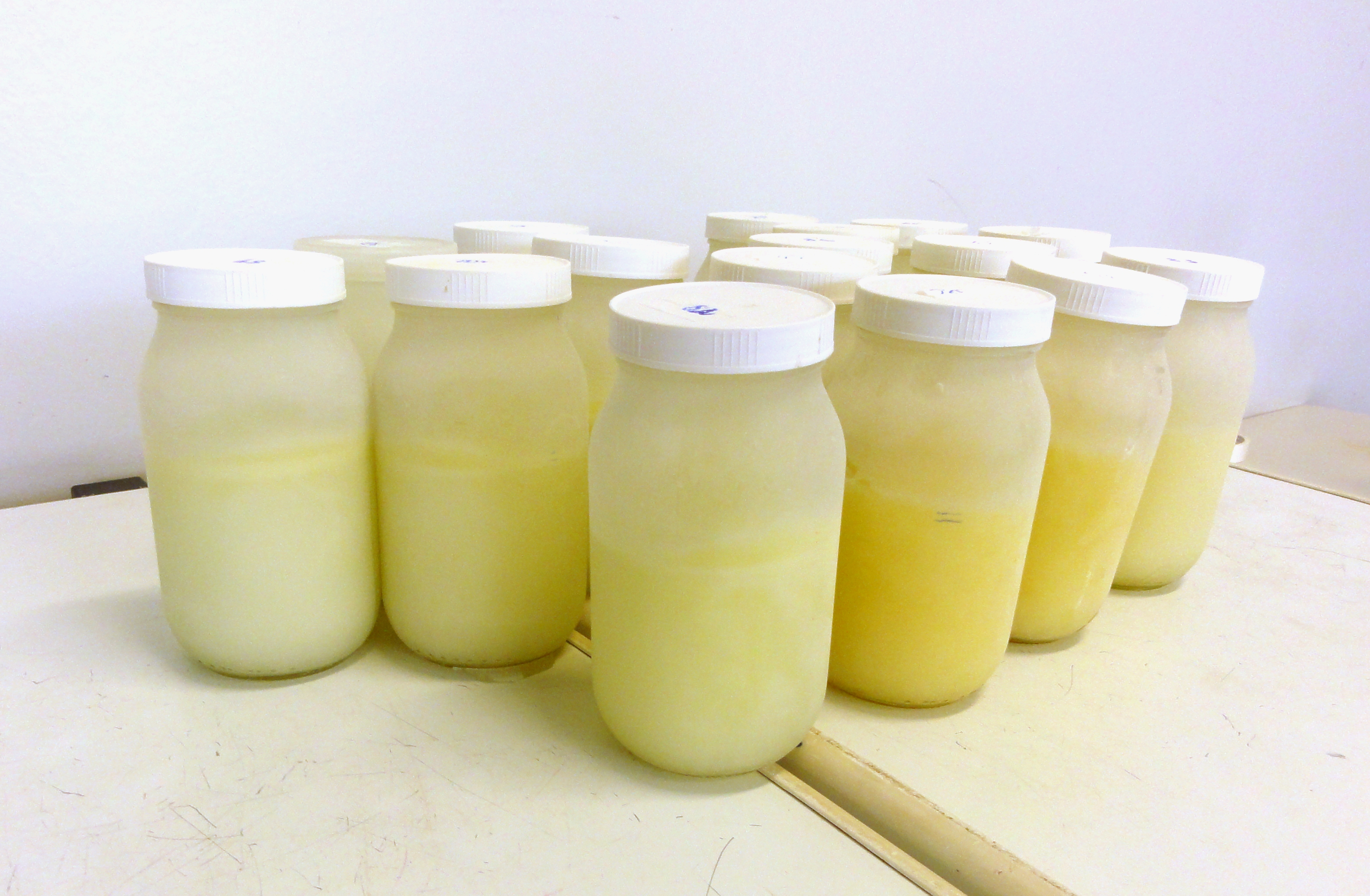
Biberons de lait tiré dans un lactarium brésilien.

Un lactarium est un centre de collecte, de traitement et de distribution de lait maternel. Il permet d'alimenter des bébés qui n'ont pas la possibilité d'être allaités par leur mère et qui font, parfois, une intolérance au lait artificiel. 

## Historique
En France, la Goutte de lait a été précurseur des lactariums.

## Fonctionnement

### France
Il existe en France 36 lactariums, qui fonctionnent sur la base de dons gratuits de lait maternel, selon les conditions définies par l'arrêté du 10 février 1995 et le décret 2010-805 du 13 juillet 2010 ainsi que les règles de bonnes pratiques énoncées dans la décision du 03/12/2007. L'encadrement rigoureux de la collecte, du traitement, de la conservation et de la distribution du lait en garantit la qualité et la sécurité sanitaire.
On distingue les lactariums à usage extérieur, qui assurent la collecte, la pasteurisation et la distribution de lait des donneuses vers les unités de néonatologie, et les lactariums à usage intérieur, qui assurent eux la pasteurisation du lait de la mère d'un enfant hospitalisé en vue d'un don personnalisé à son enfant ; le lait ne sera alors pas distribué à un autre enfant.
Le lait maternel est collecté au domicile de la mère (qui doit allaiter son enfant) par une collectrice, qui fournit les contenants (biberons en verre ou en matières plastiques) et le matériel nécessaire (tire-lait) pour la collecte.
Avant tout don, la donneuse doit remplir un questionnaire de santé et effectuer des tests sérologiques (dont celui du VIH).
Le lait est distribué aux prématurés ou autres bébés en ayant besoin, après qu'un médecin a établi une ordonnance (comme pour un médicament).
Le don de lait de mère à mère relève des lois sur les produits du corps humain (son commerce est strictement interdit) et de la vie privée. Cependant, l'arrêté du 18 mars 2009 fixe le prix du litre de lait maternel (frais ou congelé) à 80 € et à 133 euros les 100 g de lait lyophilisé ; c'est sur cette base qu'il est remboursé par la sécurité sociale. Le prix de revient avoisine les 140 €, en raison des coûts de traitement par le lactarium (examens bactériologiques, tests sérologiques). Ce déséquilibre explique pour partie le fait que la plupart des lactariums français sont en déficit financier ; l'augmentation régulière du nombre de prématurés depuis 1995 et le manque de donneuses en sont d'autres raisons.
En France, les besoins en lait maternel sont de 374 000 litres par an pour les prématurés de moins de 37 semaines. Or les lactariums n'en collectent que 71 945 litres dont 18% sont jetés. La consommation moyenne est estimée en 2011 à 137 millilitres par jour et par enfant. Seulement 50% des dons de lait sont issus de don anonyme et altruiste. 
Les lactariums publics bénéficient d'aides de l'État (MIG), représentant environ 110 € le litre, d'où un prix de vente moyen d'environ 190 € pour le public (tous les lactariums n’ayant pas les mêmes MIG). 
Le lactarium de Marmande (public depuis 2012) est le seul établissement au monde à lyophiliser le lait. Il collecte dans 22 régions et distribue 20% du lait maternel français.

### Le lait maternel pour qui?
Le lait maternel convient à tout nouveau-né mais particulièrement : 
- aux enfants prématurés ;
- aux enfants à terme pour lequel on souhaite un complément ;
- en cas d’insuffisance de la lactation (au début) ;
- aux enfants présentant soit une insuffisance rénale[19], soit une cardiopathie, soit certaines maladies métaboliques.

### Collecte et transport

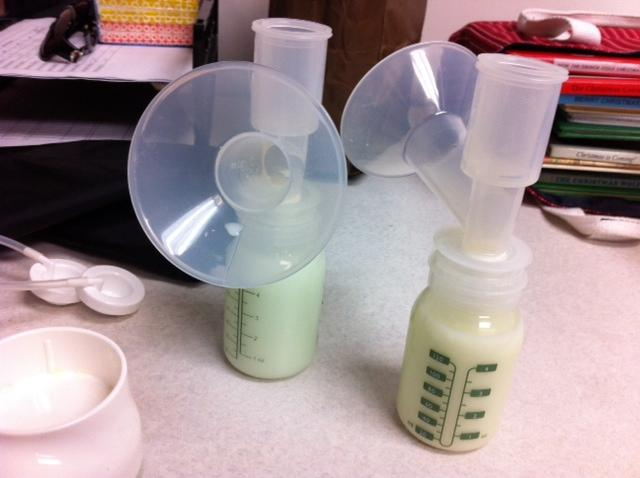
Biberons de lait tiré avec dispositif de tire-lait.

La stérilisation du matériel doit être rigoureuse.
La donneuse entrepose les biberons à son domicile dans un congélateur.
Des collectrices sont chargées du recueil du lait auprès des donneuses, elles mettent à la disposition des donneuses le matériel nécessaire (biberons, tire-lait manuels ou électriques).
Le transport se fait en véhicule réfrigéré.

### Identification et quarantaine
Au passage de la collectrice, chaque don est identifié et étiqueté avec un code-barres.
À leur arrivée au lactarium, tous les dons sont saisis en informatique.
Le lait est entreposé en chambre froide à -30 °C en attente des résultats sérologiques.

## Cas de contamination
Des cas de contaminations ont été détectés en 2016 au lactarium d’Île-de-France, l'inspection qui s'est ensuivie n'a pas permis d'établir une responsabilité de l'établissement.